# 繚県
繚県（りょう-けん）は、中華人民共和国河北省にかつて存在した県。現在の南宮市南東部に相当する。
前漢により設置され、後漢により廃止された。